# Ху Ханьминь
Ху Ханьми́нь (кит. упр. 胡漢民, пиньинь Hú Hànmín; 3 декабря 1879 — 12 мая 1936) — китайский государственный деятель, один из верховных руководителей партии Гоминьдан периода начала её существования и лидер её правого крыла. Председатель Законодательного Юаня Китайской Республики (1928—1931).

## Биография

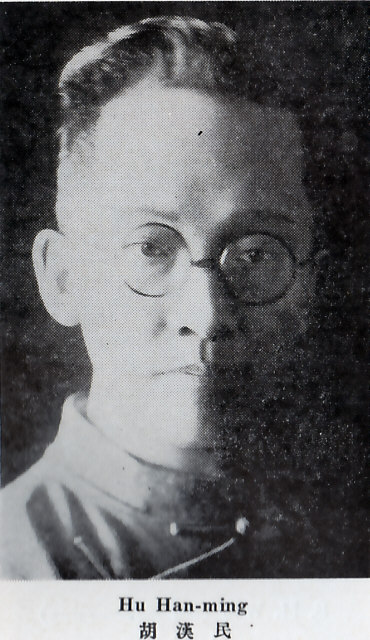

Происходил из народа хакка. Родился в достаточно бедной семье мелкого сельского чиновника. В 21-летнем возрасте сдал государственные экзамены. Затем два года служил в армии канониром, после чего в 1902 году отправился для получения высшего образования в Японию. Вернувшись в Китай в 1905 году, вступил в Союзную Лигу (Тунмэнхой), вскоре став одним из её лидеров и главным редактором печатного органа Лиги, газеты «Миньбао» (民报). С 1907 по 1910 год участвовал в вооружённых выступлениях против цинской монархии.
Участвовал в антимонархической Синьхайской революции в 1911 году, став главным секретарём временного президента Сунь Ятсена, и затем во время Второй революции против Юань Шикая два года спустя, когда вместе с Сунем был вынужден бежать на время в Японию.
С 1917 года входил в состав кантонского правительства Сунь Ятсена и был одним из его ближайших соратников, был назначен министром связи, в январе 1924 года стал одним из пяти членов ЦК Гоминьдана и одновременно отвечал за политическую подготовку курсантов в Военной академии Вампу. После смерти Суня в 1925 году стал ведущим лидером правого крыла Гоминьдана. Подозревался в организации в августе 1925 года убийства министра финансов Ляо Чжункая, одного из руководителей Гоминьдана и представителя левого крыла партии, за что на некоторое время был арестован. В октябре-ноябре 1925 посетил СССР.  
В феврале 1926 года был с визитом в СССР, имел встречу со Сталиным и Бухариным. 
В 1927 году во время раскола Гоминьдана стал главой партии, через четыре месяца был вынужден уступить этот пост Чан Кайши, когда два крыла партии воссоединились. В 1928 году — глава Законодательного Юаня. Выступал против Чан Кайши, обвиняя того в диктаторских устремлениях, за что в начале 1931 года был по приказу последнего снят с должности председателя Гоминьдана и арестован. 
После Маньчжурского инцидента было достигнуто соглашение между Чаном и членом кантонского правительства Ван Цзинвэем, которое завершилось конфликтом в партии и привело к освобождению Ху. В итоге в 1935 году состоялось примирение между Ху и Чаном. В июне 1935 года Ху уехал во Францию, в декабре заочно был избран президентом Центрального Постоянного комитета Гоминьдана. В январе 1936 года вернулся в Гуанчжоу.
9 мая 1936 года перенёс инсульт во время игры в шахматы и умер 12 мая. Был удостоен государственных похорон в Нанкине.
Политическая философия Ху заключалась в том, что индивидуальные права человека являются функцией его принадлежности к нации.